# Jindřich Suza
Jindřich Suza (* 12. ledna 1890, Třebíč – 19. listopadu 1951, Praha) byl český profesor botaniky.

## Biografie
Narodil se otci Aloisovi, knihařovi a obchodníkovi s papírnickým zbožím z Třebíče a Marii, kteří žili v Horce č. 55. Studoval na gymnáziu v Třebíči (maturitní ročník 1910) a posléze se rozhodl pro studium botaniky. Tento směr si vybral dle svého učitele Josefa Uličného a svého staršího přítele a učitele Rudolfa Dvořáka. Jako hlavní obor si vybral lichenologii a geobotaniku. V roce 1911 absolvoval učitelský kurz a začal učit na měšťanské škole v Brně, v roce 1921 se stal odborným asistentem na Přírodovědné fakultě Masarykovy univerzity. V roce 1924 dokončil rigorózní řízení a roku 1932 přešel přednášet na Karlovu Univerzitu, kde roku 1936 získal profesuru.
Po Jindřichovi Suzovi je v Třebíči pojmenována ulice Dr. Suzy.

## Vědecká práce
Jedním z cílů jeho vědecké práce bylo prozkoumání květeny Třebíčska, proto se vracel do rodného kraje a spolupracoval s botaniky a přírodovědci z Třebíče a okolí. Byli to: ředitel školy v Třebíči Ladislav Veselský, hospodářský správce valdštejnských statků v Třebíči a Čechtíně František Jičínský, odborný učitel v Mohelně a Třebíči František Nováček a také ředitel Měšťanské školy v Mohelně Rudolf Dvořák. Spolu s Dvořákem zkoumali Mohelenskou hadcovou step a zasloužili se o její zařazení mezi přírodní rezervace. Celkem vypracoval 190 vědeckých statí z botanické oblasti. Mezi nejvýznamnější patří Geobotanický průvodce serpentinovou oblastí u Mohelna z roku 1928. Věnoval se také spolupráci s Josefem Podpěrou, se kterým spolupracoval v Moravském zemském muzeu a na přírodovědecké fakultě.

### Členství v odborných organizacích
- Moravská přírodovědecká společnost
- Královská česká společnost nauk
- Učená společnost Šafaříkova
- Klub přírodovědecký v Brně